# Protein-Untereinheit
Als Protein-Untereinheit, oder auch kurz Untereinheit, bezeichnet man in der Strukturbiologie ein einzelnes Protein-Molekül, das sich mit anderen Proteinmolekülen zusammenlagert und gemeinsam mit ihnen ein funktionsfähiges Protein (genauer Proteinkomplex) bildet. Bei identischen Untereinheiten spricht man von einem homomeren, bei verschiedenen Untereinheiten von einem heteromeren Proteinkomplex.
Viele Enzyme, Ionenkanäle, Rezeptoren, Strukturproteine und andere sind oligomere bzw. multimere Proteine, das heißt, sie bestehen aus mehreren unterschiedlichen Untereinheiten. Jede solche Untereinheit besteht aus jeweils einer Polypeptidkette. Da in multimeren Proteinen unterschiedliche Proteinmoleküle beteiligt sind, und pro individuellem Proteinmolekül ein Gen codiert, sind an der Codierung multimerer Proteine mehrere Gene beteiligt.

## Beispiel
- Hämoglobin ist ein aus vier Untereinheiten aufgebautes tetrameres Protein; Hämoglobin ist also ein Tetramer. Es sind zwei α- und zwei β-Untereinheiten, daher ist Hämoglobin heteromer.